# Liste der Anime-Titel/M

## M
| Name | Alternative Namen | Veröffentlichungsjahr | Studio(s)                                       |
| --- | --- | --------------------- | ----------------------------------------------- |
| M3 – Sono Kuroki Hagane (24 Folgen)                                                                       | M3〜ソノ黒キ鋼〜 | 2014 als Fernsehserie | Satelight                                       |
| M.D. Geist (eine Folge)                                                                                   | 装鬼兵MDガイスト, Sōkihei M.D. Gaisuto | 1986 als OVA          |                                                 |
| ↳ M.D. Geist 2 (eine Folge)                                                                               | 装鬼兵MDガイスト2, Sōkihei M.D. Gaisuto 2, M.D. Geist II - Death Force | 1996 als OVA          |                                                 |
| Maburaho (24 Folgen)                                                                                      | まぶらほ | 2003 als Fernsehserie | J.C.Staff                                       |
| Mabō no Dai Kyōsō                                                                                         | | 1936 als Kurzfilm     | Satō Eiga Seisaku-sho                           |
| Mabō no Tōkyō Olympic Taikai                                                                              | | 1936 als Kurzfilm     | Satō Eiga Seisaku-sho                           |
| Mabō no Shōnen Kōkūtai                                                                                    | | 1937 als Kurzfilm     | Satō Eiga Seisaku-sho                           |
| Mabō no Tairiku Hikyō                                                                                     | | 1938 als Kurzfilm     | Satō Eiga Seisaku-sho                           |
| Mabō no Muteki Kaigun                                                                                     | | 1939 als Kurzfilm     | Satō Eiga Seisaku-sho                           |
| Mabō no Kinoshita Tokijirō                                                                                | | 1940 als Kurzfilm     | Satō Eiga Seisaku-sho                           |
| Mabō no Shiken Hikō                                                                                       | | 1941 als Kurzfilm     | Satō Eiga Seisaku-sho                           |
| Mabō no Tekketsu Rikusen                                                                                  | | 1942 als Kurzfilm     | Satō Eiga Seisaku-sho                           |
| Mabō no Tairiku Sembutai: Circus no Maki                                                                  | | 1942 als Kurzfilm     | Satō Eiga Seisaku-sho                           |
| Mabō no Tairiku Sembutai: Hizoku Taiji no Maki                                                            | | 1942 als Kurzfilm     | Satō Eiga Seisaku-sho                           |
| Mabō no Nankai Funsenki                                                                                   | | 1942 als Kurzfilm     | Satō Eiga Seisaku-sho                           |
| Mabō no Rakkasan Butai                                                                                    | Mabo's Paratrooping Unit | 1943 als Kurzfilm     | Satō Eiga Seisaku-sho                           |
| Macademi Wasshoi! (12 Folgen)                                                                             | まかでみ WAっしょい! | 2008 als Fernsehserie | Zexcs                                           |
| Machine-Doll wa Kizutsukanai (12 Folgen)                                                                  | 機巧少女は傷つかない, Mashin Dōru wa Kizutsukanai, Unbreakable Machine-Doll                                                                                               | 2013 als Fernsehserie | Lerche                                          |
| Die Macht des Zaubersteins (26 Folgen)                                                                    | ふしぎの海のナディア, Fushigi no Umi no Nadia, Nadia – Die Macht des Zaubersteins                                                                                         | 1990 als Fernsehserie | Gainax                                          |
| ↳ Nadia – The Secret of Blue Water – The Movie                                                            | ふしぎの海のナディア 劇場用オリジナル版, Fushigi no Umi no Nadia - Gekijōyō Originaru-ban, Fushigi no Umi no Nadia - Gekijōyō Original-ban                                | 1991 als Film         | Gainax                                          |
| Macross                                                                                                   | |                       |                                                 |
| ↳ Chōjikū Yōsai Macross (36 Folgen)                                                                       | 超時空要塞マクロス, Super Dimension Fortress Macross | 1982 als Fernsehserie | Studio Nue, Artland                             |
| ↳ Chōjikū Yōsai Macross – Flash Back 2012 (eine Folge)                                                    | 超時空要塞マクロス Flash Back 2012, Super Dimension Fortress Macross: Flash Back 2012                                                                                     | 1987 als OVA          | Studio Nue, Artland, Tatsunoko Production       |
| ↳ Macross II: Lovers Again (6 Folgen)                                                                     | 超時空要塞マクロス II Lovers Again, Chōjikū Yōsai Makurosu II: Lovers Again, Super Dimension Fortress Macross II: Lovers, Again                                           | 1992 als OVA          | AIC                                             |
| ↳ Macross Plus (4 Folgen)                                                                                 | マクロスプラス | 1994 als OVA          | Studio Nue, Triangle Staff                      |
| ↳ Macross 7 (49 Folgen)                                                                                   | マクロス7 | 1994 als Fernsehserie | Ashi Productions                                |
| ↳ Macross 7 Encore (3 Folgen)                                                                             | マクロス7 アンコール | 1995 als OVA          | Ashi Productions                                |
| ↳ Macross 7: Ginga ga Ore o Yonde Iru!                                                                    | マクロス7 銀河がオレを呼んでいる! | 1995 als Kurzfilm     | Hal Film Maker, Studio Junio                    |
| ↳ Macross Dynamite 7 (4 Folgen)                                                                           | マクロス ダイナマイト7 | 1997 als OVA          | Ashi Productions                                |
| ↳ Macross Frontier (25 Folgen)                                                                            | マクロス フロンティア | 2008 als Fernsehserie | Satelight                                       |
| ↳ Gekijōban Macross Frontier – Itsuwari no Utahime                                                        | 劇場版 マクロスF 虚空歌姫〜イツワリノウタヒメ〜 | 2009 als Film         | Satelight, Eight Bit                            |
| ↳ Gekijōban Macross Frontier – Sayonara no Tsubasa                                                        | 劇場版 マクロスF 恋離飛翼〜サヨナラノツバサ〜 | 2011 als Film         | Satelight                                       |
| ↳ Macross Zero (5 Folgen)                                                                                 | マクロス ゼロ | 2002 als OVA          | Satelight                                       |
| ↳ Macross – The Movie                                                                                     | 超時空要塞マクロス 愛・おぼえていますか, Chōjikū Yōsai Makurosu: Ai, Oboete Imasu ka, Super Dimension Fortress Macross: Do You Remember Love?                             | 1984 als Film         | Studio Nue, Artland, Tatsunoko Production       |
| ↳ Macross Delta (26 Folgen)                                                                               | マクロスΔ, Makurosu Deruta | 2016 als Fernsehserie | Satelight                                       |
| Madan no Ō to Vanadis (13 Folgen)                                                                         | 魔弾の王と戦姫, Madan no Ō to Vanadīsu | 2014 als Fernsehserie | Satelight                                       |
| Mad Bull 34 (4 Folgen)                                                                                    | マッド・ブル34, Maddo Buru 34 | 1991 als OVA          | Magic Bus                                       |
| Das Mädchen, das durch die Zeit sprang                                                                    | 時をかける少女, Toki o kakeru shōjo, Tokikake, The Girl Who Leapt Through Time                                                                                            | 2006 als Film         | Madhouse                                        |
| Das Mädchen mit dem Zauberhaar                                                                            | マイマイ新子と千年の魔法, Maimai Shinko to Sennen no Mahō, Mai Mai Miracle                                                                                                | 2009 als Film         | Madhouse                                        |
| Das Mädchen von der Farm (49 Folgen)                                                                      | 牧場の少女カトリ, Makiba no Shōjo Katori | 1984 als Fernsehserie | Nippon Animation                                |
| Made in Abyss (13 Folgen)                                                                                 | メイドインアビス | 2017 als Fernsehserie | Kinema Citrus                                   |
| ↳ Made in Abyss: Die Reise beginnt                                                                        | メイドインアビス 旅立ちの夜明け, Made in Abyss: Tabidachi no Yoake | 2019 als Film         | Kinema Citrus                                   |
| ↳ Made in Abyss: Gefährten der Dämmerung                                                                  | メイドインアビス 放浪する黄昏, Made in Abyss: Hōrō Suru Tasogare | 2019 als Film         | Kinema Citrus                                   |
| ↳ Made in Abyss: Seelen der Finsternis                                                                    | メイドインアビス 深き魂の黎明, Meido in Abisu: Fukaki Tamashii no Reimei                                                                                                  | 2020 als Film         | Kinema Citrus                                   |
| ↳ Made in Abyss: Die Goldene Stadt der sengenden Sonne (12? Folgen)                                       | メイドインアビス 烈日の黄金郷, Made in Abyss: Retsujitsu no Ōgonkyō | 2022 als Fernsehserie | Kinema Citrus                                   |
| Madlax (24 Folgen)                                                                                        | マドラックス | 2004 als Fernsehserie | Bee Train                                       |
| Magi: The Labyrinth of Magic (25 Folgen)                                                                  | マギ The labyrinth of magic | 2012 als Fernsehserie | A-1 Pictures                                    |
| ↳ Magi: The Kingdom of Magic (25 Folgen)                                                                  | マギ The kingdom of magic | 2013 als Fernsehserie | A-1 Pictures                                    |
| ↳ Magi: Sindbad no Bōken (5 Folgen)                                                                       | マギ シンドバッドの冒険, Magi: Shindobaddo no Bōken | 2014 als OVA          | Lay-duce                                        |
| ↳ Magi: Sindbad no Bōken (13 Folgen)                                                                      | マギ シンドバッドの冒険, Magi: Shindobaddo no Bōken | 2016 als Fernsehserie | Lay-duce                                        |
| Magic-kyun! Renaissance (13 Folgen)                                                                       | マジきゅんっ!ルネッサンス, Maji-kyun! Runessansu | 2016 als Fernsehserie | Sunrise                                         |
| Magic Knight Rayearth (49 Folgen)                                                                         | 魔法騎士レイアース, Majikku Naito Reiāsu | 1994 als Fernsehserie | TMS Entertainment                               |
| ↳ Rayearth (3 Folgen)                                                                                     | レイアース, Reiāsu | 1997 als OVA          | TMS Entertainment                               |
| Magical Girl Ore (12 Folgen)                                                                              | 魔法少女 俺, Mahō Shōjo Ore | 2018 als Fernsehserie | Pierrot Plus                                    |
| Magical Girl Raising Project (12 Folgen)                                                                  | 魔法少女育成計画, Mahō Shōjo Ikusei Keikaku | 2016 als Fernsehserie | Lerche                                          |
| Magical Girl Spec Ops Asuka (? Folgen)                                                                    | 魔法少女特殊戦あすか, Mahō Shōjo Tokushusen Asuka | 2019 als Fernsehserie | Lidenfilms                                      |
| Magical Nyan Nyan Taruto (12 Folgen)                                                                      | 魔法少女猫たると, Majikaru Nyan Nyan Taruto, Magic Meow Meow Cat Girl | 2001 als Fernsehserie | TNK, Madhouse                                   |
| Magic of Stella (12 Folgen)                                                                               | ステラのまほう, Sutera no Mahō, Stella no Mahō | 2016 als Fernsehserie | Silver Link                                     |
| Magical Somera-chan (13 Folgen)                                                                           | 不思議なソメラちゃん, Fushigi na Somera-chan | 2015 als Fernsehserie | Seven                                           |
| Magical Twilight (3 Folgen)                                                                               | マジカルトワイライト | 1995 als OVA          | AIC, Pink Pineapple                             |
| Magic Kaito 1412 (24 Folgen)                                                                              | まじっく快斗1412, Majikku Kaito 1412 | 2014 als Fernsehserie | A-1 Pictures                                    |
| Magister Negi Magi (26 Folgen)                                                                            | 魔法先生ネギま!, Mahō Sensei Negima! | 2005 als Fernsehserie | Xebec                                           |
| ↳ Magister Negi Magi Negima!? Spring Special (eine Folge)                                                 | ネギま!?春スペシャル!?, Negima!? Haru Special!? | 2006 als OVA          | Gansis, Shaft                                   |
| ↳ Magister Negi Magi Negima!? Summer Special (eine Folge)                                                 | ネギま!?夏スペシャル!?, Negima!? Natsu Special!? | 2006 als OVA          | Gansis, Shaft                                   |
| ↳ Magister Negi Magi Negima!? (26 Folgen)                                                                 | ネギま!?, Negima!? | 2006 als Fernsehserie | Gansis, Shaft                                   |
| ↳ Mahō Sensei Negima! – Shiroki Tsubasa Ala Alba (3 Folgen)                                               | 魔法先生ネギま! 〜白き翼 ALA ALBA〜 | 2008 als OVA          | Shaft, Studio Pastoral                          |
| ↳ Mahō Sensei Negima! – Mō Hitotsu no Sekai (4 Folgen)                                                    | 魔法先生ネギま! 〜もうひとつの世界〜 | 2009 als OVA          | Studio Pastoral, Shaft                          |
| ↳ Gekijōban Mahō Sensei Negima! Anime Final                                                               | 劇場版 魔法先生ネギま! ANIME FINAL | 2011 als Film         | Studio Pastoral, Shaft                          |
| Mahō no Idol Pastel Yūmi (25 Folgen)                                                                      | 魔法のアイドルパステルユーミ, Mahō no Aidoru Pasuteru Yūmi | 1986 als Fernsehserie | Studio Pierrot                                  |
| Mahō no Star Magical Emi (38 Folgen)                                                                      | 魔法のスターマジカルエミ, Mahō no Sutā Majikaru Emi | 1985 als Fernsehserie | Studio Pierrot                                  |
| ↳ Mahō no Star Magical Emi: Semishigure (eine Folge)                                                      | 魔法のスターマジカルエミ 蝉時雨, Mahō no Sutā Majikaru Emi: Semishigure                                                                                                   | 1986 als OVA          | Studio Pierrot                                  |
| Mahō no Princess Minky Momo (63 Folgen)                                                                   | 魔法のプリンセス ミンキーモモ, Fairy Princess Minky Momo | 1982 als Fernsehserie | Production Reed                                 |
| ↳ Mahō no Princess Minky Momo: Yume no Naka no Rondo (eine Folge)                                         | 魔法のプリンセス ミンキーモモ夢の中の輪舞 | 1985 als OVA          | Production Reed                                 |
| ↳ Mahō no Princess Minky Momo: Yume o Dakishimete (62 Folgen)                                             | 魔法のプリンセス ミンキーモモ夢を抱きしめて | 1991 als Fernsehserie | Production Reed                                 |
| Mahō no Stage Fancy Lala (26 Folgen)                                                                      | 魔法のステージファンシーララ, Fancy Lala | 1998 als Fernsehserie | Studio Pierrot                                  |
| Mahō no Tenshi Creamy Mami (52 Folgen)                                                                    | 魔法の天使クリィミーマミ, Mahō no Tenshi Kurīmī Mami | 1983 als Fernsehserie | Studio Pierrot                                  |
| ↳ Mahō no Tenshi Creamy Mami: Eien no Once More (eine Folge)                                              | 魔法の天使クリィミーマミ 永遠のワンスモア, Mahō no Tenshi Kurīmī Mami: Eien no Onsu Moa                                                                                   | 1984 als OVA          | Studio Pierrot                                  |
| ↳ Mahō no Tenshi Creamy Mami: Lovely Serenade (eine Folge)                                                | 魔法の天使クリィミーマミ ラブリーセレナーデ, Mahō no Tenshi Kurīmī Mami: Raburī Serenāde                                                                                  | 1985 als OVA          | Studio Pierrot                                  |
| ↳ Mahō no Tenshi Creamy Mami: Long Goodbye (eine Folge)                                                   | 魔法の天使クリィミーマミ ロング･グッドバイ, Mahō no Tenshi Kurīmī Mami: Rongu Goddobai                                                                                    | 1985 als OVA          | Studio Pierrot                                  |
| ↳ Creamy Mami Song Special 2: Curtain Call (eine Folge)                                                   | クリィミーマミ ソングスペシャル2 カーテンコール, Kurīmī Mami Songu Supesharu 2: Kāten Kōru                                                                                | 1986 als OVA          | Studio Pierrot                                  |
| Mahō no Yōsei Perusha (48 Folgen)                                                                         | 魔法の妖精ペルシャ | 1984 als Fernsehserie | Studio Pierrot                                  |
| ↳ Mahō no Yōsei Perusha: Kaiten Mokuba (eine Folge)                                                       | 魔法の妖精ペルシャ 回転木馬 | 1987 als OVA          | Studio Pierrot                                  |
| Mahō Sensō (12 Folgen)                                                                                    | 魔法戦争 | 2014 als Fernsehserie | Madhouse                                        |
| Mahō Shōjo Lyrical Nanoha (13 Folgen)                                                                     | 魔法少女リリカルなのは, Magical Girl Lyrical Nanoha | 2004 als Fernsehserie | Seven Arcs                                      |
| ↳ Mahō Shōjo Lyrical Nanoha A's (13 Folgen)                                                               | 魔法少女リリカルなのは エース, Magical Girl Lyrical Nanoha A's | 2005 als Fernsehserie | Seven Arcs                                      |
| ↳ Mahō Shōjo Lyrical Nanoha StrikerS (26 Folgen)                                                          | 魔法少女リリカルなのはStrikerS, Magical Girl Lyrical Nanoha StrikerS | 2007 als Fernsehserie | Seven Arcs                                      |
| ↳ Mahō Shōjo Lyrical Nanoha ViVid (12 Folgen)                                                             | 魔法少女リリカルなのはViVid | 2015 als Fernsehserie | A-1 Pictures                                    |
| Mahō Shōjo Madoka Magika (12 Folgen)                                                                      | 魔法少女まどか☆マギカ, Puella Magi Madoka Magica | 2011 als Fernsehserie | Shaft                                           |
| ↳ Mahō Shōjo Madoka Magika: Hajimari no Monogatari                                                        | 魔法少女まどか☆マギカ 始まりの物語 | 2012 als Film         | Shaft                                           |
| ↳ Mahō Shōjo Madoka Magika: Eien no Monogatari                                                            | 魔法少女まどか☆マギカ 永遠の物語 | 2012 als Film         | Shaft                                           |
| ↳ Mahō Shōjo Madoka Magika: Hangyaku no Monogatari                                                        | 魔法少女まどか☆マギカ 叛逆の物語 | 2013 als Film         | Shaft                                           |
| Mahō Shōjo Nante Mō Ii Desu kara. (12 Folgen)                                                             | 魔法少女なんてもういいですから。 | 2016 als Fernsehserie | Pine Jam                                        |
| ↳ Mahō Shōjo Nante Mō Ii Desu kara.: Second Season (12 Folgen)                                            | 魔法少女なんてもういいですから。セカンドシーズン | 2016 als Fernsehserie | Pine Jam                                        |
| Mahō Shōjo? Naria Girls (12 Folgen)                                                                       | 魔法少女?なりあ☆がーるず, Mahō Shōjo? Naria Gāruzu | 2016 als Fernsehserie | Bouncy                                          |
| Mahō Shōjo Site (12 Folgen)                                                                               | 魔法少女サイト, Mahō Shōjo Saito | 2018 als Fernsehserie | Production doA                                  |
| Mahō Shōjo Taisen (26 Folgen)                                                                             | 魔法少女大戦, Magica Wars | 2014 als Fernsehserie | Gainax                                          |
| Mahō Tsukai ni Taisetsu na Koto (12 Folgen)                                                               | 魔法遣いに大切なこと, Someday's Dreamers | 2003 als Fernsehserie | J.C.Staff, Viewworks                            |
| ↳ Mahō Tsukai ni Taisetsu na Koto – Natsu no Sora (12 Folgen)                                             | 魔法遣いに大切なこと ~夏のソラ~ | 2008 als Fernsehserie | Hal Film Maker                                  |
| Mahō Tsukai Sally (109 Folgen)                                                                            | 魔法使いサリー, Mahō Tsukai Sarī | 1966 als Fernsehserie | Tōei Dōga                                       |
| ↳ Mahō Tsukai Sally (90 Folgen)                                                                           | 魔法使いサリー, Mahō Tsukai Sarī | 1989 als Fernsehserie | Tōei Dōga                                       |
| Mahōjin Guru Guru (45 Folgen)                                                                             | 魔法陣グルグル | 1994 als Fernsehserie | Nippon Animation                                |
| ↳ Gekijōban Mahōjin Guru Guru                                                                             | 劇場版 魔法陣グルグル | 1996 als Film         | Nippon Animation                                |
| ↳ Doki Doki Densetsu: Mahōjin Guru Guru (38 Folgen)                                                       | ドキドキ伝説 魔法陣グルグル | 2000 als Fernsehserie | Nippon Animation                                |
| ↳ Magical Circle Guru-Guru (24 Folgen)                                                                    | 魔法陣グルグル, Mahōjin Guru Guru | 2017 als Fernsehserie | Production I.G                                  |
| Mahōka Kōkō no Rettōsei (26 Folgen)                                                                       | 魔法科高校の劣等生 | 2014 als Fernsehserie | Madhouse                                        |
| Mahoraba – Heartful days (26 Folgen)                                                                      | まほらば ~Heartful days~ | 2005 als Fernsehserie | J.C.Staff                                       |
| Mahoromatic (12 Folgen)                                                                                   | まほろまてぃっく, Mahoromatikku, Mahoromatic Automatic Maiden | 2001 als Fernsehserie | Gainax, Shaft                                   |
| ↳ Mahoromatic – Motto Utsukushii Mono (14 Folgen)                                                         | まほろまてぃっく~もっと美しいもの~, Mahoromatikku – Motto Utsukushii Mono, Mahoromatic: Something More Beautiful                                                          | 2002 als Fernsehserie | Gainax, Shaft                                   |
| Mahō Shōjo Tai Arusu (40 Folgen)                                                                          | 魔法少女隊アルス, Tweeny Witches | 2004 als Fernsehserie | Studio 4°C                                      |
| ↳ Mahō Shōjo Tai Arusu: The Adventure (6 Folgen)                                                          | 魔法少女隊アルス the Adventure, Tweeny Witches: The Adventures | 2007 als OVA          | Studio 4°C                                      |
| Mahō Tsukai tai! (6 Folgen)                                                                               | 魔法使いTai!, Magic User's Club | 1996 als OVA          | Triangle Staff                                  |
| ↳ Mahō Tsukai tai! (13 Folgen)                                                                            | 魔法使いTai!, Magic User's Club | 1999 als Fernsehserie | Triangle Staff, Madhouse                        |
| Maicching Machiko-sensei (95 Folgen)                                                                      | まいっちんぐマチコ先生, Maitchingu Machiko-sensei | 1981 als Fernsehserie | Studio Pierrot                                  |
| Maison Ikkoku (96 Folgen)                                                                                 | めぞん一刻 | 1986 als Fernsehserie | Kitty Film, Studio Deen                         |
| ↳ Maison Ikkoku: Kanketsuhen                                                                              | めぞん一刻 完結篇 | 1988 als Film         | Kitty Film                                      |
| ↳ Maison Ikkoku: Sōshūhen Utusuri Yuku Kisetsu no Naka de (eine Folge)                                    | めぞん一刻 移りゆく季節の中で | 1988 als OVA          | Kitty Film, Studio Deen                         |
| ↳ Maison Ikkoku: Ikkoku-tō Nanpa Shimatsu ki (eine Folge)                                                 | めぞん一刻 : 一刻島ナンパ始末記 | 1991 als OVA          | Kitty Film                                      |
| ↳ Maison Ikkoku: Karaoke Music Parade                                                                     | めぞん一刻 カラオケ・ミュージック・パレード | 1989 als Special      | Kitty Film, Studio Deen                         |
| ↳ Prelude: Maison Ikkoku (eine Folge)                                                                     | プレリュードめぞん一刻 | 1992 als Special      | Kitty Film                                      |
| Majimoji Rurumo (12 Folgen)                                                                               | まじもじるるも | 2014 als Fernsehserie | J.C.Staff                                       |
| Major (154 Folgen)                                                                                        | メジャー, Mejā | 2004 als Fernsehserie | Studio Hibari, SynergySP                        |
| ↳ Gekijōban Major: Yūjō no Winning Shot                                                                   | 劇場版MAJOR メジャー 友情の一球, Gekijōban Major: Yūjō no Winingu Shotto                                                                                                  | 2008 als Film         | Xebec                                           |
| ↳ Major: Message (eine Folge)                                                                             | メジャー メッセージ, Mejā Messēji | 2010 als OVA          | SynergySP                                       |
| ↳ Major World Series Hen: Yume no Shunkan e (2 Folgen)                                                    | メジャーワールドシリーズ編 夢の瞬間へ, Mejā Wārudo Shirīzu Hen: Yume no Shunkan e                                                                                         | 2011 als OVA          | SynergySP                                       |
| ↳ Major 2nd (13 Folgen)                                                                                   | メジャーセカンド, Mejā Sekando | 2018 als Fernsehserie | OLM                                             |
| Makai Ōji: Devils and Realist (12 Folgen)                                                                 | 魔界王子 devils and realist | 2013 als Fernsehserie | Dōga Kōbō                                       |
| Makai Senki Disgaea (12 Folgen)                                                                           | 魔界戦記ディスガイア | 2006 als Fernsehserie | Oriental Light and Magic                        |
| Makai Toshi Shinjuku (eine Folge)                                                                         | 魔界都市〈新宿› | 1988 als OVA          | Madhouse                                        |
| Makaryūdo (eine Folge)                                                                                    | 魔狩人 | 1989 als OVA          | Studio Fantasia                                 |
| Maken-ki! (12 Folgen)                                                                                     | マケン姫っ! | 2011 als Fernsehserie | AIC                                             |
| ↳ Maken-ki! Tsū (10 Folgen)                                                                               | マケン姫っ!通, Maken-ki! 2 | 2014 als Fernsehserie | Xebec                                           |
| Makura no Danshi (12 Folgen)                                                                              | 枕男子, Assez Finaud Fabric | 2015 als Fernsehserie | , feel.                                         |
| Malay Okikaisen                                                                                           | マレー沖海戦 | 1943 als Kurzfilm     |                                                 |
| Mamoru-kun ni Megami no Shukufuku o! (24 Folgen)                                                          | 護くんに女神の祝福を! | 2006 als Fernsehserie | Zexcs                                           |
| Devil Hunter Yohko (6 Folgen)                                                                             | 魔物ハンター妖子, Mamono Hunter Yohko | 1990 als OVA          | Madhouse                                        |
| Manaria Friends (? Folgen)                                                                                | マナリアフレンズ, Manaria Furenzu | 2019 als Fernsehserie | Cygames Pictures                                |
| Manga Love Story – Step Up Love Story (2 Folgen)                                                          | ふたりエッチ, Futari Etchi, Futari H | 2002 als OVA          | Chaos Project                                   |
| ↳ Manga Love Story – Step Up Love Story (2 Folgen)                                                        | ふたりエッチ 2nd SEASON, Futari Etchi: 2nd Season, Futari H | 2003 als OVA          | Chaos Project                                   |
| Manga Nihon Keizai Nyūmon (25 Folgen)                                                                     | マンガ日本経済入門 | 1987 als Fernsehserie | Knack                                           |
| Mangaka-san to Assistant-san to: The Animation (12 Folgen)                                                | マンガ家さんとアシスタントさんと THE ANIMATION, Mangaka-san to Ashisutanto-san to: The Animation                                                                          | 2014 als Fernsehserie | Zexcs                                           |
| Mangirl! (13 Folgen)                                                                                      | まんがーる!, Mangāru! | 2013 als Fernsehserie | Dōga Kōbō                                       |
| Manyū Hiken-chō (11 Folgen)                                                                               | 魔乳秘剣帖 | 2011 als Fernsehserie | Hoods Entertainment                             |
| Maoyū Maō Yūsha (12 Folgen)                                                                               | まおゆう魔王勇者 | 2013 als Fernsehserie | Arms                                            |
| Maps: Densetsu no Samayoeru Seijin-tachi (eine Folge)                                                     | マップス 伝説のさまよえる星人たち, Maps: Legendary Space Wanderers | 1987 als OVA          | Gallop                                          |
| Maps (4 Folgen)                                                                                           | マップス | 1994 als OVA          | Tokyo Movie Shinsha                             |
| Maquia – Eine unsterbliche Liebesgeschichte                                                               | さよならの朝に約束の花をかざろう, Sayonara no Asa ni Yakusoku no Hana o Kazarō, Maquia: When the Promised Flower Blooms                                                   | 2018 als Film         | P.A. Works                                      |
| MÄR – Märchen Awakens Romance (102 Folgen)                                                                | MÄR-メルヘヴン-, MÄR – Meruhevun | 2005 als Fernsehserie | Synergy Japan                                   |
| March Comes in Like a Lion (22 Folgen)                                                                    | 3月のライオン, 3-gatsu no Raion | 2016 als Fernsehserie | Shaft                                           |
| ↳ March Comes in Like a Lion (22 Folgen)                                                                  | 3月のライオン, 3-gatsu no Raion | 2017 als Fernsehserie | Shaft                                           |
| Märchen Mädchen (12 Folgen)                                                                               | メルヘン・メドヘン, Meruhen Medohen | 2018 als Fernsehserie | Hoods Entertainment                             |
| Marco (52 Folgen)                                                                                         | 母をたずねて三千里, Haha o Tazunete Sanzenri | 1976 als Fernsehserie | Nippon Animation                                |
| Marginal #4: The Animation (12 Folgen)                                                                    | MARGINAL#4 KISSから創造るBig Bang, Marginal #4: Kiss kara Tsukuru Big Bang                                                                                                | 2017 als Fernsehserie | J.C.Staff                                       |
| Maria-sama ga Miteru (39 Folgen)                                                                          | マリア様がみてる | 2004 als Fernsehserie | Studio Deen                                     |
| ↳ Maria-sama ga Miteru (5 Folgen)                                                                         | マリア様がみてる | 2006 als OVA          | Studio Deen                                     |
| Marimono no Hana – Saikyō Butōha Shōgakusei Densetsu (eine Folge)                                         | まりもの花 〜最強武闘派小学生伝説〜 | 2012 als OVA          | Kinema Citrus                                   |
| Marmalade Boy (76 Folgen)                                                                                 | ママレード ボーイ | 1994 als Fernsehserie | Tōei Animation                                  |
| ↳ Marmalade Boy Eiga                                                                                      | 「映画」ママレード・ボーイ | 1995 als Film         | Tōei Animation                                  |
| Masamune-kun’s Revenge (12 Folgen)                                                                        | 政宗くんのリベンジ, Masamune-kun no Ribenji, Masamune-kun no Revenge | 2017 als Fernsehserie | Silver Link                                     |
| Masō Gakuen H×H (12 Folgen)                                                                               | 魔装学園H×H | 2016 als Fernsehserie | Production IMS                                  |
| Masō Kishin Cybuster (26 Folgen)                                                                          | 魔装機神サイバスター, Cybuster | 1999 als Fernsehserie | Production Reed                                 |
| Master Mosquiton (6 Folgen)                                                                               | マスターモスキートン | 1996 als OVA          | F.A.I. International, Hee Won Corp., White Line |
| ↳ Master Mosquiton'99 (26 Folgen)                                                                         | マスターモスキートン'99[ダブルナイン], 1999 Master of Mosquiton | 1997 als Fernsehserie | Sotsu Agency, Zero-G Room                       |
| The Master of Ragnarok & Blesser of Einherjar (12 Folgen)                                                 | 百錬の覇王と聖約の戦乙女, Hyakuren no Haō to Seiyaku no Varukyuria, Hyakuren no Haō to Seiyaku no Valkyria                                                                | 2018 als Fernsehserie | EMT²                                            |
| Matantei Loki Ragnarok (26 Folgen)                                                                        | 魔探偵ロキRAGNAROK <ラグナロク>, Detective Loki | 2003 als Fernsehserie | Studio Deen                                     |
| Mawaru Penguindrum (24 Folgen)                                                                            | 輪るピングドラム | 2011 als Fernsehserie | Brain’s Base                                    |
| Mayo Chiki! (13 Folgen)                                                                                   | まよチキ! | 2011 als Fernsehserie | feel.                                           |
| Mayo elle Otoko no Ko (eine Folge)                                                                        | 迷elleオトコノ娘 | 2010 als OVA          | Actas                                           |
| Mazinger Z (92 Folgen)                                                                                    | マジンガーZ | 1972 als Fernsehserie | Tōei Animation                                  |
| ↳ Mazinger Z Vs. Devilman                                                                                 | マジンガーＺ対デビルマン | 1973 als Film         | Tōei Animation                                  |
| ↳ Mazinger Z Vs. Dr. Hell                                                                                 | マジンガーＺ対ドクターヘル | 1974 als Film         | Tōei Animation                                  |
| ↳ Mazinger Z tai Ankoku Daishōgun                                                                         | マジンガーＺ対暗黒大将軍 | 1974 als Film         | Tōei Animation                                  |
| ↳ Great Mazinger (56 Folgen)                                                                              | グレートマジ・ガー | 1974 als Fernsehserie | Tōei Animation                                  |
| ↳ Great Mazinger tai Getter Robo                                                                          | グレートマジ・ガー | 1975 als Film         | Tōei Animation                                  |
| ↳ Great Mazinger tai Getter Robo G - Kūchū Dai-Gekitotsu                                                  | グレートマジンガー対ゲッターロボG 空中大激突 | 1975 als Film         | Tōei Animation                                  |
| ↳ God Mazinger (23 Folgen)                                                                                | ゴッドマジンガー | 1984 als Fernsehserie | Tōei Animation                                  |
| ↳ Mazinkaiser (7 Folgen)                                                                                  | マジンカイザー | 2001 als OVA          | Brain’s Base                                    |
| ↳ Mazinkaiser: Shitō! Ankoku Daishogun (eine Folge)                                                       | マジンカイザー 死闘！暗黒大将軍 | 2003 als OVA          | Brain’s Base                                    |
| ↳ Mazinkaizer SKL (3 Folgen)                                                                              | マジンカイザーSKL, Majinkaizā SKL | 2011 als OVA          | Actas                                           |
| Medaka Box (12 Folgen)                                                                                    | めだかボックス, Medaka Bokkusu | 2012 als Fernsehserie | Gainax                                          |
| ↳ Medaka Box: Abnormal (12 Folgen)                                                                        | めだかボックス アブノーマル, Medaka Bokkusu: Abunōmaru | 2012 als Fernsehserie | Gainax                                          |
| Megalobox (13 Folgen)                                                                                     | メガロボクス | 2018 als Fernsehserie | TMS Entertainment                               |
| Meganebu! (12 Folgen)                                                                                     | メガネブ! | 2013 als Fernsehserie | Studio Deen                                     |
| Megazone 23 (4 Folgen)                                                                                    | メガゾーン23, Megazōn 23 | 1985 als OVA          | Artland, Artmic, AIC                            |
| Gekijōban Meiji Tōkyō Renka: Yumihari no Serenade                                                         | 劇場版 明治東亰恋伽 〜弦月の小夜曲〜 | 2015 als Film         | Studio Deen                                     |
| ↳ Gekijōban Meiji Tōkyō Renka: Hanakagami no Fantasia                                                     | 劇場版 明治東亰恋伽 〜花鏡の幻想曲〜 | 2016 als Film         | Studio Deen                                     |
| ↳ Meiji Tōkyō Renka (? Folgen)                                                                            | 明治東亰恋伽 | 2019 als Fernsehserie | TMS Entertainment                               |
| Meikyū Monogatari                                                                                         | 迷宮物語, Manie-Manie | 1987 als Film         | Madhouse                                        |
| Mein Nachbar Totoro                                                                                       | となりのトトロ, Tonari no Totoro | 1988 als Film         | Studio Ghibli                                   |
| Meine Nachbarn die Yamadas                                                                                | ホーホケキョとなりの山田くん, Hōhokekyo Tonari no Yamada-kun | 1999 als Film         | Studio Ghibli                                   |
| Mekakucity Actors (12 Folgen)                                                                             | メカクシティアクターズ, Mekakushiti Akutāzu | 2014 als Fernsehserie | Shaft                                           |
| Die Melancholie der Haruhi Suzumiya (28 Folgen)                                                           | 涼宮ハルヒの憂鬱, Suzumiya Haruhi no Yūutsu, The Melancholy of Haruhi Suzumiya                                                                                            | 2006 als Fernsehserie | Kyōto Animation                                 |
| ↳ Suzumiya Haruhi-chan no Yūutsu (25 Folgen)                                                              | 涼宮ハルヒちゃんの憂鬱 | 2009 als Web-Anime    | Kyōto Animation                                 |
| ↳ Nyorōn Churuya-san (13 Folgen)                                                                          | にょろーん ちゅるやさん | 2009 als Web-Anime    | Kyōto Animation                                 |
| ↳ Suzumiya Haruhi no Shōshitsu                                                                            | 涼宮ハルヒの消失, The Disappearance of Haruhi Suzumiya | 2010 als Film         | Kyōto Animation                                 |
| Memories                                                                                                  | | 1995 als Film         | Studio 4°C                                      |
| Memories Off                                                                                              | |                       |                                                 |
| ↳ Memories Off (3 Folgen)                                                                                 | メモリーズオフ | 2001 als OVA          | E&G Film                                        |
| ↳ Memories Off 2nd (3 Folgen)                                                                             | メモリーズオフ2nd | 2001 als OVA          | Picture Magic, Rikuentai                        |
| ↳ Memories Off 3.5 – Omoide no Kanata e (2 Folgen)                                                        | メモリーズオフ3.5〜想い出の彼方へ〜 | 2004 als OVA          | Picture Magic, Rikuentai                        |
| ↳ Memories Off 3.5 – Inori no Todoku Toki (2 Folgen)                                                      | メモリーズオフ3.5〜祈りの届く刻〜 | 2004 als OVA          | Picture Magic, Rikuentai                        |
| ↳ Memories Off #5: Togireta Film: The Animation (eine Folge)                                              | Memories Off #5 とぎれたフィルム THE ANIMATION, Memories Off #5: The Broken Off Film                                                                                      | 2006 als OVA          | Dōga Kōbō                                       |
| Merc StoriA (12 Folgen)                                                                                   | メルクストーリア -無気力少年と瓶の中の少女-, Meruku Sutōria – Mukiryoku Shōnen to Bin no Naka no Shōjo, Merc Storia – Mukiryoku Shōnen to Bin no Naka no Shōjo            | 2018 als Fernsehserie | Encourage Films                                 |
| Mermaid Melody: Pichi Pichi Pitch (52 Folgen)                                                             | マーメイドメロディーぴちぴちピッチ | 2003 als Fernsehserie | Actas, Synergy Japan                            |
| ↳ Mermaid Melody: Pichi Pichi Pitch Pure (39 Folgen)                                                      | マーメイドメロディー ぴちぴちピッチ ピュア | 2004 als Fernsehserie | Actas, Synergy Japan                            |
| Metal Fighters – Frauen aus Stahl (13 Folgen)                                                             | メタルファイター・MIKU, Metal Fighter Miku | 1994 als Fernsehserie | J.C.Staff                                       |
| Metal Skin Panic Madox-01 (eine Folge)                                                                    | メタルスキンパニック MADOX-01, Madox-01 | 1988 als OVA          | AIC, Artmic                                     |
| Mezzo Forte (2 Folgen)                                                                                    | メゾフォルテ | 1998 als OVA          | Arms                                            |
| ↳ Mezzo (13 Folgen)                                                                                       | メゾ, Mezzo DSA | 2004 als Fernsehserie | Arms                                            |
| Michiko & Hatchin (22 Folgen)                                                                             | ミチコとハッチン, Michiko to Hatchin | 2008 als Fernsehserie | Manglobe                                        |
| Midnight Panther (2 Folgen)                                                                               | ミッドナイトパンサー | 1998 als OVA          | Green Bunny                                     |
| Midori no Hibi (13 Folgen)                                                                                | 美鳥の日々, Midori Days | 2004 als Fernsehserie | Studio Pierrot                                  |
| Mieruko-chan (12 Folgen)                                                                                  | 見える子ちゃん | 2021 als Fernsehserie | Passione                                        |
| Mikagura School Suite (12 Folgen)                                                                         | ミカグラ学園組曲, Mikagura Gakuen Kumikyoku | 2015 als Fernsehserie | Dōga Kōbō                                       |
| Mikakunin de Shinkōkei (12 Folgen)                                                                        | 未確認で進行形 | 2014 als Fernsehserie | Dōga Kōbō                                       |
| Mila Superstar (104 Folgen)                                                                               | アタックNo. 1, Attack No. 1 | 1969 als Fernsehserie | Tokyo Movie Shinsha                             |
| Military! (12 Folgen)                                                                                     | みりたり!, Miritari! | 2015 als Fernsehserie | Creators in Pack                                |
| Millennium Actress                                                                                        | 千年女優, Chiyoko Millennial Actress | 2001 als Film         | Madhouse                                        |
| Million Doll (12 Folgen)                                                                                  | ミリオンドール, Mirion Dōru | 2015 als Fernsehserie | Asahi Production                                |
| Minami Kamakura High School Girls Cycling Club (13 Folgen)                                                | 南鎌倉高校女子自転車部, Minami Kamakura Kōkō Joshi Jitenshabu | 2017 als Fernsehserie | J.C.Staff, A.C.G.T.                             |
| Minami-ke (13 Folgen)                                                                                     | みなみけ | 2007 als Fernsehserie | Daume                                           |
| ↳ Minami-ke – Okawari (13 Folgen)                                                                         | みなみけ〜おかわり〜 | 2008 als Fernsehserie | Asread                                          |
| ↳ Minami-ke: Okaeri (13 Folgen)                                                                           | みなみけ おかえり | 2009 als Fernsehserie | Asread                                          |
| ↳ Minami-ke: Tadaima (13 Folgen)                                                                          | みなみけ ただいま | 2013 als Fernsehserie | feel.                                           |
| ↳ Minami-ke: Betsubara (eine Folge)                                                                       | みなみけ べつばら | 2009 als OVA          | Asread                                          |
| ↳ Minami-ke: Omatase (eine Folge)                                                                         | みなみけ おまたせ | 2012 als OVA          | feel.                                           |
| ↳ Minami-ke: Natsuyasumi (eine Folge)                                                                     | みなみけ 夏やすみ | 2013 als OVA          | feel.                                           |
| Minarai Diva (10 Folgen)                                                                                  | みならいディーバ, Minarai Dība | 2014 als Fernsehserie | Yaoyorozu                                       |
| Mind Game                                                                                                 | マインド・ゲーム, Maindo Gēmu | 2004 als Film         | Studio 4°C                                      |
| Mini Pato                                                                                                 | ミニパト, Minipat | 2005 als Film         | Production I.G                                  |
| Mirai Shōnen Conan (26 Folgen)                                                                            | 未来少年コナン, Mirai Shōnen Konan | 1978 als Fernsehserie | Nippon Animation                                |
| ↳ Mirai Shōnen Conan Tokubetsu-hen: Kyodaiki Gigant no Fukkatsu                                           | 未来少年コナン 特別編 巨大機ギガントの復活, Mirai Shōnen Konan Tokubetsu-hen: Kyodaiki Giganto no Fukkatsu                                                                | 1984 als Film         | Nippon Animation                                |
| Mirai Nikki (26 Folgen)                                                                                   | 未来日記, Mirai Nikki | 2011 als Fernsehserie | Asread                                          |
| ↳ Mirai Nikki Redial (eine Folge)                                                                         | 未来日記REDIAL, Mirai Nikki Redial | 2013 als OVA          | Asread                                          |
| Mirmo de Pon! (172 Folgen)                                                                                | ミルモでポン!, Mirumo de Pon! | 2002 als Fernsehserie | Studio Hibari                                   |
| The Misfit of Demon King Academy (13 Folgen)                                                              | 魔王学院の不適合者, Maō Gakuin no Futekigōsha | 2020 als Fernsehserie | Silver Link                                     |
| Miss Bernard said. (12 Folgen)                                                                            | バーナード嬢曰く。, Bānādo-jō Iwaku., Bernard-jō Iwaku. | 2016 als Fernsehserie | Creators in Pack                                |
| Miss Kobayashi’s Dragon Maid (13 Folgen)                                                                  | 小林さんちのメイドラゴン, Kobayashi-san Chi no Meidoragon | 2017 als Fernsehserie | Kyōto Animation                                 |
| ↳ Miss Kobayashi's Dragon Maid: Valentines and Hot Springs! (Please Don't Get Your Hopes Up) (eine Folge) | 小林さんちのメイドラゴン バレンタイン, そして温泉! (あまり期待しないでください), Kobayashi-san Chi no Maidragon: Valentine, Soshite Onsen! (Amari Kitai Shinaide Kudasai) | 2017 als OVA          | Kyōto Animation                                 |
| ↳ Miss Kobayashi's Dragon Maid S (12 Folgen)                                                              | 小林さんちのメイドラゴンＳ, Kobayashi-san Chi no Meidoragon S | 2021 als Fernsehserie | Kyōto Animation                                 |
| ↳ Miss Kobayashi’s Dragon Maid S: Japanese Hospitality (The Attendant Is a Dragon) (eine Folge)           | 小林さんちのメイドラゴンＳ ニッポンのおもてなし（アテンドはドラゴンです）, Kobayashi-san Chi no Maidragon S: Nippon no Omotenashi (Attend wa Dragon Desu)                 | 2021 als OVA          | Kyōto Animation                                 |
| Miss Monochrome – The Animation (13 Folgen)                                                               | ミス・モノクローム -The Animation-, Misu Monokurōmu – The Animation | 2013 als Fernsehserie | Sanzigen, Lidenfilms                            |
| ↳ Miss Monochrome – The Animation 2 (13 Folgen)                                                           | ミス・モノクローム -The Animation- 2, Misu Monokurōmu – The Animation 2                                                                                                   | 2015 als Fernsehserie | Sanzigen, Lidenfilms                            |
| ↳ Miss Monochrome – The Animation 3 (13 Folgen)                                                           | ミス・モノクローム -The Animation- 3, Misu Monokurōmu – The Animation 3                                                                                                   | 2015 als Fernsehserie | Sanzigen, Lidenfilms                            |
| Missis Jo und ihre fröhliche Familie (40 Folgen)                                                          | 若草物語ナンとジョー先生, Wakakusa Monogatari Nan to Jō Sensei | 1993 als Fernsehserie | Nippon Animation                                |
| Mitsuboshi Colors (12 Folgen)                                                                             | 三ツ星カラーズ, Mitsuboshi Karāzu | 2018 als Fernsehserie | Silver Link                                     |
| Mitsudomoe (13 Folgen)                                                                                    | みつどもえ | 2010 als Fernsehserie | Bridge                                          |
| ↳ Mitsudomoe Zōryōchū! (8 Folgen)                                                                         | みつどもえ 増量中! | 2011 als Fernsehserie | Bridge                                          |
| Miyuki (37 Folgen)                                                                                        | みゆき | 1983 als Fernsehserie | Kitty Film, Mitaka Studio                       |
| Miyuki | みゆき | 1983 als Film         | Kitty Film, Tōhō                                |
| Mizuiro (2 Folgen)                                                                                        | みずいろ | 2002 als OVA          | Pink Pineapple                                  |
| ↳ Mizuiro (2 Folgen)                                                                                      | みずいろ | 2003 als OVA          | Oriental Light and Magic                        |
| MM! (12 Folgen)                                                                                           | えむえむっ! | 2010 als Fernsehserie | Xebec                                           |
| Mnemosyne – Mnemosyne no Musume-tachi (6 Folgen)                                                          | Mnemosyne -ムネモシュネの娘たち- | 2008 als OVA          | Xebec                                           |
| Mob Psycho 100 (12 Folgen)                                                                                | モブサイコ100, Mobu Saiko 100 | 2016 als Fernsehserie | Bones                                           |
| ↳ Mob Psycho 100 Reigen: The Miraculous Unknown Psychic (eine Folge)                                      | モブサイコ100 REIGEN ～知られざる奇跡の霊能力者～, Mobu Saiko 100 Reigen – Shirarezaru Kiseki Reinōryokusha                                                               | 2018 als OVA          | Bones                                           |
| ↳ Mob Psycho 100 II (? Folgen)                                                                            | モブサイコ100 II, Mobu Saiko 100 II | 2019 als Fernsehserie | Bones                                           |
| Moetan (13 Folgen)                                                                                        | もえたん | 2007 als Fernsehserie | Actas                                           |
| Der Mohnblumenberg                                                                                        | コクリコ坂から, Kokurikozaka kara | 2011 als Film         | Studio Ghibli                                   |
| Moldiver (6 Folgen)                                                                                       | モルダイバー | 1993 als OVA          | AIC                                             |
| Momoiro Sisters (24 Folgen)                                                                               | ももいろシスターズ | 1998 als Fernsehserie | Studio Deen                                     |
| Momo Kyun Sword (12 Folgen)                                                                               | モモキュンソード, Momo Kyun Sōdo | 2014 als Fernsehserie | Tri-Slash, Project No.9                         |
| Momotarō                                                                                                  | 桃太郎, The Peach Boy | 1918 als Kurzfilm     | Nikkatsu                                        |
| Momotarō no Umiwashi                                                                                      | 桃太郎の海鷲, Momotaro and Eagles | 1943 als Film         | Geijutsu Eigasha                                |
| Momotarō: Umi no Shinpei                                                                                  | 桃太郎 海の神兵, Momotarō – Divine Soldiers of the Sea | 1945 als Film         | Shōchiku Dōga Kenkyūjo                          |
| Rokumon Tengai Mon Colle Knights (51 Folgen)                                                              | 六門天外モンコレナイト, Six Gates Far Away Mon Colle Knight | 2000 als Fernsehserie | Studio Deen                                     |
| Mondaiji-tachi ga Isekai kara Kuru Sō Desu yo? (10 Folgen)                                                | 問題児たちが異世界から来るそうですよ? | 2013 als Fernsehserie | Diomedéa                                        |
| Monochrome Factor (24 Folgen)                                                                             | モノクローム・ファクター | 2008 als Fernsehserie | A.C.G.T                                         |
| Monogatari Series                                                                                         | |                       |                                                 |
| ↳ Bakemonogatari (15 Folgen)                                                                              | 化物語 | 2009 als Fernsehserie | Shaft                                           |
| ↳ Nisemonogatari (11 Folgen)                                                                              | 偽物語 | 2012 als Fernsehserie | Shaft                                           |
| ↳ Nekomonogatari (Kuro) (4 Folgen)                                                                        | 猫物語（黒） | 2012 als Fernsehserie | Shaft                                           |
| ↳ Monogatari Series: Second Season (26 Folgen)                                                            | 物語シリーズ セカンドシーズン, Monogatari Shirīzu: Sekando Shīzun | 2013 als Fernsehserie | Shaft                                           |
| ↳ Hanamonogatari (5 Folgen)                                                                               | 花物語 | 2014 als Fernsehserie | Shaft                                           |
| ↳ Tsukimonogatari (4 Folgen)                                                                              | 憑物語 | 2014 als Fernsehserie | Shaft                                           |
| ↳ Owarimonogatari (12 Folgen)                                                                             | 終物語 | 2015 als Fernsehserie | Shaft                                           |
| ↳ Koyomimonogatari (12 Folgen)                                                                            | 暦物語 | 2016 als Fernsehserie | Shaft                                           |
| ↳ Kizumonogatari I: Tekketsu-hen                                                                          | 傷物語I 鉄血篇 | 2016 als Film         | Shaft                                           |
| Die Monster Mädchen (12 Folgen)                                                                           | モンスター娘のいる日常, Monster Musume no Iru Nichijō | 2015 als Fernsehserie | Lerche                                          |
| Monster Rancher (73 Folgen)                                                                               | モンスターファーム, Monster Farm | 1999 als Fernsehserie | TMS Entertainment                               |
| Monster (74 Folgen)                                                                                       | モンスター | 2004 als Fernsehserie | Madhouse                                        |
| Mōretsu Pirates (26 Folgen)                                                                               | モーレツ宇宙海賊, Mōretsu Pairētsu, Bodacious Space Pirates | 2012 als Fernsehserie | Satelight                                       |
| ↳ Mōretsu Pirates: Abyss of Hyperspace – Akū no Shin’en                                                   | モーレツ宇宙海賊 ABYSS OF HYPERSPACE -亜空の深淵-, Mōretsu Pairētsu: Abyss of Hyperspace – Akū no Shin’en, Bodacious Space Pirates: Abyss of Hyperspace                   | 2014 als Film         | Satelight                                       |
| Mori no Ongakukai                                                                                         | | 1953 als Kurzfilm     |                                                 |
| Mori no Sensha Bonolon (26 Folgen)                                                                        | 森の戦士ボノロン, Mori no Sensha Bonoron | 2007 als Fernsehserie | Actas                                           |
| Morita-san wa Mukuchi (eine Folge)                                                                        | 森田さんは無口 | 2011 als OVA          | Studio Gram                                     |
| ↳ Morita-san wa Mukuchi. (13 Folgen)                                                                      | 森田さんは無口. | 2011 als Fernsehserie | Studio Gram                                     |
| ↳ Morita-san wa Mukuchi.² (13 Folgen)                                                                     | 森田さんは無口.² | 2011 als Fernsehserie | Studio Gram                                     |
| The Morose Mononokean (13 Folgen)                                                                         | 不機嫌なモノノケ庵, Fukigen na Mononokean | 2016 als Fernsehserie | Pierrot Plus                                    |
| ↳ The Morose Mononokean II (? Folgen)                                                                     | 不機嫌なモノノケ庵 續, Fukigen na Mononokean: Tsuzuki | 2016 als Fernsehserie | Pierrot Plus                                    |
| Mōryō no Hako (13 Folgen)                                                                                 | 魍魎の匣 | 2008 als Fernsehserie | Madhouse                                        |
| Mōryō Senki Madara (2 Folgen)                                                                             | 魍魎戦記MADARA | 1991 als OVA          | Studio Fantasia                                 |
| Mouse (12 Folgen)                                                                                         | マウス | 2003 als Fernsehserie | Studio Deen                                     |
| Moyashimon (11 Folgen)                                                                                    | もやしもん | 2007 als Fernsehserie | Shirogumi, Telecom Animation Film               |
| ↳ Moyashimon Returns (11 Folgen)                                                                          | もやしもん リターンズ, Moyashimon Ritānzu | 2012 als Fernsehserie | Shirogumi, Telecom Animation Film               |
| Mōzō Kagaku Series: Wandaba Style (12 Folgen)                                                             | 妄想科学シリーズ ワンダバスタイル, Mōzō Kagaku Shirīzu: Wandaba Sutairu                                                                                                   | 2003 als Fernsehserie | TNK                                             |
| Mr. Tonegawa Middle Management Blues (24 Folgen)                                                          | 中間管理録トネガワ, Chūkan Kanriroku Tonegawa | 2018 als Fernsehserie | Madhouse                                        |
| Ms. Koizumi Loves Ramen Noodles (12 Folgen)                                                               | ラーメン大好き小泉さん, Ramen Daisuki Koizumi-san | 2018 als Fernsehserie | AXsiZ, Studio Gokumi                            |
| Ms. Vampire who Lives in my Neighborhood. (12 Folgen)                                                     | となりの吸血鬼さん, Tonari no Kyūketsuki-san | 2018 als Fernsehserie | AXsiZ, Studio Gokumi                            |
| Mugen no Jūnin (13 Folgen)                                                                                | 無限の住人, Blade of the Immortal | 2008 als Fernsehserie | Bee Train                                       |
| Mugen no Ryvius (26 Folgen)                                                                               | 無限のリヴァイアス | 1999 als Fernsehserie | Sunrise                                         |
| Muhyo to Rōji no Mahōritsu Sōdan Jimusho (12 Folgen)                                                      | ムヒョとロージーの魔法律相談事務所 | 2018 als Fernsehserie | Studio Deen                                     |
| Mujin Wakusei Survive (52 Folgen)                                                                         | 無人惑星サヴァイヴ | 2003 als Fernsehserie | Madhouse, Telecom Animation Film                |
| Munto (eine Folge)                                                                                        | ムント | 2003 als OVA          | Kyōto Animation                                 |
| ↳ Munto: Toki no Kabe o Koete (eine Folge)                                                                | MUNTO 時の壁を越えて | 2004 als OVA          | Kyōto Animation                                 |
| ↳ Sora o Miageru Shōjo no Hitomi ni Utsuru Sekai (9 Folgen)                                               | 空を見上げる少女の瞳に映る世界 | 2009 als Fernsehserie | Kyōto Animation                                 |
| Murder Princess (6 Folgen)                                                                                | マーダー·プリンセス | 2007 als OVA          | Marvelous Entertainment, Bee Train              |
| Musaigen no Phantom World (13 Folgen)                                                                     | 無彩限のファントム・ワールド, Musaigen no Fantomu Wārudo | 2016 als Fernsehserie | Kyōto Animation                                 |
| Mushibugyō (26 Folgen)                                                                                    | ムシブギョー | 2013 als Fernsehserie | Seven Arcs Pictures                             |
| Mushi-Uta (12 Folgen)                                                                                     | ムシウタ | 2007 als Fernsehserie | Beat Frog                                       |
| Mushishi (26 Folgen)                                                                                      | 蟲師 | 2005 als Fernsehserie | Artland                                         |
| ↳ Mushishi Tokubetsuhen: Hihamu Kage (eine Folge)                                                         | 蟲師 特別篇 日蝕む翳 | 2014 als Special      | Artland                                         |
| ↳ Mushishi: Zokushō (10 Folgen)                                                                           | 蟲師 続章 | 2014 als Fernsehserie | Artland                                         |
| ↳ Mushishi: Zokushō (10 Folgen)                                                                           | 蟲師 続章 | 2014 als Fernsehserie | Artland                                         |
| Mushoku Tensei: Jobless Reincarnation (23 Folgen)                                                         | 無職転生 〜異世界行ったら本気だす〜, Mushoku Tensei: Isekai Ittara Honki Dasu                                                                                             | 2021 als Fernsehserie | Studio Bind                                     |
| Music Girls (12 Folgen)                                                                                   | 音楽少女, Ongaku Shōjo | 2018 als Fernsehserie | Studio Deen                                     |
| Musume Dojoji                                                                                             | | 1947 als Kurzfilm     | Toho Eiga                                       |
| Muteki Chōjin Zanbotto 3 (23 Folgen)                                                                      | 無敵超人ザンボット3, Invincible Super Man Zambot 3 | 1977 als Fernsehserie | Sunrise                                         |
| Mutsu Enmei Ryū Gaiden: Shura no Toki (26 Folgen)                                                         | 陸奥圓明流外伝 修羅の刻 | 2004 als Fernsehserie | Studio Comet                                    |
| My-HiME (26 Folgen)                                                                                       | 舞-HiME, Mai-HiME | 2004 als Fernsehserie | Sunrise                                         |
| ↳ Mai-Otome (26 Folgen)                                                                                   | 舞-乙HiME | 2005 als Fernsehserie | Sunrise                                         |
| ↳ Mai-Otome Zwei (4 Folgen)                                                                               | 舞-乙HiME Zwei | 2006 als OVA          | Sunrise                                         |
| ↳ Mai-Otome 0 – S.ifr (3 Folgen)                                                                          | 舞-乙HiME 0〜S.ifr〜 | 2008 als OVA          | Sunrise                                         |
| My Dress-Up Darling (12 Folgen)                                                                           | その着せ替え人形ビスク・ドールは恋をする, Sono Bisuku Dōru wa Koi o Suru                                                                                                  | 2022 als Fernsehserie | CloverWorks                                     |
| My First Girlfriend is a Gal (12 Folgen)                                                                  | はじめてのギャル, Hajimete no Gyaru, Hajimete no Gal | 2017 als Fernsehserie | Naz                                             |
| My Girlfriend is a Faithful Virgin Bitch (12 Folgen)                                                      | 僕の彼女がマジメ過ぎるしょびっちな件, Boku no Kanojo ga Majime Sugiru Shobitch na Ken                                                                                     | 2017 als Fernsehserie | Diomedéa, Studio Blanc.                         |
| My Hero Academia (13 Folgen)                                                                              | 僕のヒーローアカデミア, Boku no Hīrō Akademia, Boku no Hero Academia | 2016 als Fernsehserie | Bones                                           |
| ↳ My Hero Academia (25 Folgen)                                                                            | 僕のヒーローアカデミア, Boku no Hīrō Akademia, Boku no Hero Academia | 2017 als Fernsehserie | Bones                                           |
| ↳ My Hero Academia (25? Folgen)                                                                           | 僕のヒーローアカデミア, Boku no Hīrō Akademia, Boku no Hero Academia | 2018 als Fernsehserie | Bones                                           |
| My Sister, My Writer (10 Folgen)                                                                          | 俺が好きなのは妹だけど妹じゃない, Ore ga Suki na no wa Imōto dakedo Imōto Janai                                                                                           | 2018 als Fernsehserie | NAZ, Magia Doraglier                            |
| My Senpai Is Annoying (12 Folgen)                                                                         | 先輩がうざい後輩の話 | 2021 als Fernsehserie | Dōga Kōbō                                       |
| My Sweet Tyrant (12 Folgen)                                                                               | あっくんとカノジョ, Akkun to Kanojo | 2018 als Fernsehserie | Yumeta Company                                  |
| Myself ; Yourself (13 Folgen)                                                                             | | 2007 als Fernsehserie | Dōga Kōbō                                       |